# Avivamento de Asbury
O avivamento de Asbury foi um avivamento cristão que ocorreu na Universidade de Asbury em Wilmore, Kentucky. O evento foi iniciado depois que os alunos permaneceram espontaneamente no Auditório Hughes após os cultos semanais na capela em 8 de fevereiro de 2023. Após a reunião, o presidente da universidade, Kevin Brown, enviou um breve e-mail de duas frases: “Há um culto acontecendo em Hughes. Você é bem-vindo para participar". As notícias do fenômeno se espalharam rapidamente nas redes sociais e em publicações cristãs online. O avivamento foi comparado a avivamentos semelhantes em Asbury, notavelmente aquele que ocorreu em 1970, que teve consequências de longo alcance no Metodismo, na cultura dos Estados Unidos e na criação do Jesus Movement. O avivamento ficou conhecido pelo uso das redes sociais, já que os participantes eram principalmente membros da Geração Z. Cerca de 15 mil pessoas estavam presentes diariamente no local.

## Antecedentes e repercussão do avivamento
A Universidade de Asbury é uma universidade particular afiliada ao Movimento de Santidade de Wesley. A frequência à capela é obrigatória para os alunos em determinados dias da semana. Na quarta-feira, 8 de fevereiro de 2023, um grupo de alunos permaneceu na capela após um culto regular. A presidente do corpo estudantil, Alison Perfater, era uma delas, e disse a Tucker Carlson que depois que um colega decidiu confessar abertamente alguns de seus pecados ao pequeno grupo, "a atmosfera mudou". De acordo com Perfater:
"Aparentemente sem motivo no início, na quarta-feira, 8 de fevereiro, o culto não terminou. Esse é o lado logístico do que está acontecendo. No lado mais profundo das coisas, o que está acontecendo aqui desde quarta-feira é que há um jovem exército de cristãos que estão se levantando para reivindicar o Cristianismo, a fé, como sua, como uma geração jovem e como uma geração livre, e é por isso que as pessoas não se cansam de estar ali."
Inicialmente, apenas publicações estudantis e círculos metodistas divulgavam notícias do evento. Asbury tem uma história de avivamentos, a escola reivindica-os em 1905, 1908, 1921, 1950, 1958, 1970, 1992 e 2006. O avivamento de 1970 em Asbury teve efeitos culturais de longo alcance e foi fundamental para a construção da identidade espiritual de Asbury. O avivamento foi descrito como calmo, e alguns comentaristas notaram a ausência de muitas das características do culto contemporâneo. Esse avivamento também é significativo por causa de sua disseminação nas redes sociais, principalmente entre a Geração Z, a geração mais irreligiosa da história dos Estados Unidos. Em 15 de fevereiro, a hashtag "asburyrevival" teve mais de 24 milhões de visualizações no TikTok. Em 18 de fevereiro, as visualizações chegaram a 63 milhões.
Respostas ao avivamento foram relatadas em outros campi universitários, e o avivamento notavelmente teve uma expressão ecumênica, com grupos metodistas, batistas e episcopais participando de sua propagação.
O avivamento ocorreu em meio a uma divisão na Igreja Metodista Unida sobre questões de cristianismo e orientação sexual. Apesar da postura conservadora de Asbury sobre a homossexualidade, ativistas estudantis LGBTQ expressaram apoio ao avivamento nas redes sociais. Os visitantes contaram ao The Washington Post histórias de "milagres e curas" que testemunharam no evento, junto com a hospitalidade incomparável de moradores e estudantes.
O avivamento trouxe 50 mil visitantes à cidade.

## Cronologia dos eventos
| Data                    | Evento | Notas |
| ----------------------- | --- | --- |
| 8 de fevereiro de 2023  | Os graduandos permanecem no auditório após a conclusão de um culto matinal na capela para oração. O primeiro relatório do avivamento está no jornal estudantil da universidade, o The Asbury Collegian. As notícias do fenômeno se espalharam nas redes sociais por meio das contas pessoais dos alunos. | Semelhanças são imediatamente observadas com o avivamento cristão similar em Asbury em 1970.                                                                                |
| 9 de fevereiro de 2023  | Os alunos permanecem no auditório durante toda a noite. O avivamento continua em seu segundo dia. | Estima-se que a multidão caiu para 50 em seu ponto mais baixo da noite. |
| 10 de fevereiro de 2023 | Os alunos permanecem no auditório durante todo o dia. Eles começam a montar estações de café. Apesar de não alunos estarem presentes, os participantes parecem ser em grande parte compostos pelo corpo estudantil. Pela primeira vez, o evento recebe cobertura da mídia local. | Fotos online do auditório mostram sua capacidade. |
| 11 de fevereiro de 2023 | O avivamento continua até o quarto dia. Multidões começam a lotar o Auditório Hughes enquanto a cobertura da mídia local continua. | Fotos online do auditório mostram que esse está além da sua capacidade. |
| 12 de fevereiro de 2023 | O avivamento continua em seu quinto dia. Ônibus e vans de igrejas e outras instituições religiosas são observados chegando a Asbury para o avivamento. A Capela Estes do Seminário Teológico de Asbury, bem como a Capela McKenna e outros edifícios no campus são abertos para multidões. | |
| 13 de fevereiro de 2023 | O avivamento continua em seu sexto dia seguido. A Capela Estes do Seminário Teológico de Asbury continua a ser aberta para multidões. | |
| 13 de fevereiro de 2023 | Os seminaristas do Seminário Teológico de Virgínia lideram o Serviço de Convênio de Wesley em resposta ao avivamento. Estudantes da Universidade de Cedarville realizam um culto de adoração em resposta ao avivamento. | O evento foi organizado pela Sociedade Metodista da Igreja Episcopal, de acordo com um anúncio no Twitter. A Universidade de Cedarville é uma instituição batista afiliada. |
| 14 de fevereiro de 2023 | O avivamento continua em seu sétimo dia seguido. | |
| 14 de fevereiro de 2023 | Pelo menos outras 22 instituições viajam para Asbury para o avivamento. Algumas dessas instituições o fizeram em funções oficiais, enquanto outras eram aparições não oficiais de alunos e professores. Estudantes da Universidade de Campbellsville e da Universidade Lee permanecem em adoração em resposta ao avivamento. | Campbellsville é uma instituição batista afiliada, enquanto Lee é uma universidade afiliada à Igreja de Deus-Cleveland.                                                     |
| 15 de fevereiro de 2023 | O avivamento continua em seu oitavo dia seguido. O avivamento recebe cobertura do The Washington Post. Os cultos regulares da capela do Seminário de Asbury transbordam. O Auditório Hughes é fechado pelos alunos da Asbury para todas as pessoas com 26 anos ou mais, uma decisão tomada para priorizar as vozes da Geração Z. Uma transmissão simultânea do Auditório Hughes é realizada nas capelas Estes e McKenna. | |
| 15 de fevereiro de 2023 | Os alunos da Universidade de Samford permanecem em adoração em resposta ao avivamento, de acordo com um anúncio do presidente da universidade no Twitter. Os alunos permaneceram em adoração desde então. | Samford é uma instituição batista afiliada. |
| 16 de fevereiro de 2023 | O avivamento continua em seu nono dia seguido. Um anúncio de que o Auditório Hughes está fechado das 1h às 12h, e que a transmissão ao vivo foi proibida no Auditório Hughes e nas capelas, foi feito na conta oficial do Instagram da Universidade de Asbury. A Universidade de Asbury estabelece um cronograma definido para o avivamento, publicado em seu site. A Universidade marca 24 de fevereiro como data final para os serviços realizados no campus de Asbury. Asbury envia uma carta aos pais dos alunos abordando o avivamento. | |
| 17 de fevereiro de 2023 | O avivamento continua em seu décimo dia seguido. Após o serviço religioso regular da capela da universidade, o Auditório Hughes é aberto ao público, novamente dando preferência aos alunos do ensino médio até os 25 anos de idade (Geração Z). Às 17h, horário local, um quarto local externo, da Igreja Batista de Mt. Freedom, foi acrescentado para atender as milhares de pessoas enfileiradas no frio esperando por espaço no Auditróio Hughes.                                                                                       | Imagens de drone capturam filas de vários quarteirões após o Auditório Hughes estar completamente cheio.                                                                    |
| 18 de fevereiro de 2023 | O avivamento continua até seu décimo primeiro dia seguido. As preocupações com a segurança sobre "dezenas de milhares" de visitantes são intensificadas pelo governo e pelos funcionários da Asbury. | |
| 19 de fevereiro de 2023 | O avivamento continua em seu décimo segundo dia seguido. Último dia de serviços noturnos para o público. | |
| 21 de fevereiro de 2023 | O avivamento continua em seu décimo quarto dia seguido. A Universidade anuncia que o serviço será transferido para acomodar o número significativo de pessoas presentes, embora o(s) local(is) exato(s) não tenha(m) sido informado(s). | |
| 24 de fevereiro de 2023 | O avivamento termina em seu décimo sétimo dia. A Universidade anuncia que não serão agendados mais serviços através da própria universidade. | |